# Operation: Mindcrime (hudební skupina)
Operation: Mindcrime byla americká prog/alternativně metalová skupina, kterou založil zpěvák Geoff Tate po neshodách s členy ze skupiny Queensrÿche.

## Historie
Tate založil skupinu v roce 2012 po neshodách s členy ze skupiny Queensrÿche. Tate podal žalobu na zbývající členy kapely, aby jim zabránil v používání jména Queensrÿche, dokud nebude spor vyřešen. V nově vzniklé skupině působilo několik známých hudebníků jako Kelly Gray (Queensrÿche), Rudy Sarzo (Quiet Riot, Ozzy Osbourne), Bobby Blotzer (Ratt), Glen Drover (Megadeth) a Simon Wright (AC/DC, Dio). 
Soud návrh na žalobu v červenci 2012 zamítl, zamítnut byl také protinávrh na předběžný souhrnný rozsudek podaný obhajobou ostatními členy skupiny Queensrÿche. Tato rozhodnutí umožnila oběma stranám používat jméno „Queensrÿche“, dokud soudní rozhodnutí nebo dohoda tuto záležitost nevyjasní.
Po tomto dočasném verdiktu obě strany od července 2012 do dubna 2014 koncertovaly s nezávislými kapelami pod jménem „Queensrÿche“, přičemž jedna skupina sestávala ze zbývajících členů Queensrÿche v čele s novým zpěvákem a ve druhé působil Tate s vlastní sestavou.
Tateova skupina v dubnu 2013 vydala album s názvem Frequency Unknown. Album se dobře prodávalo a prosadilo se i v americkém žebříčku Billboard, ale obdrželo smíšené recenze a do jisté míry i odpor fanoušků. Na albu také hráli známí hostující hudebnící jako K. K. Downing (Judas Priest, KK's Priest), Paul Bostaph (Slayer) a Chris Poland (Megadeth).
K urovnání sporu mezi Tatem a zbývajícími členy Queensrÿche došlo v dubnu 2014, kdy se rozhodlo, že Tate pozbývá všechna práva na jméno „Queensrÿche“ a získal právo přejmenovat svojí skupinu na „Operation: Mindcrime“ podle třetího alba skupiny Queensrÿche.
Koncem roku 2014 začal Tate pracovat na novém koncepčním albu, naplánovaném jako trilogii, o níž hovořil jako o jednom ze svých dosud nejambicióznějších děl. Tateova skupina podepsala celosvětovou smlouvu Frontiers Records pro vydání trilogie alb.
V září 2015 skupina vydala první album z trilogie s názvem The Key, na desce hostoval baskytarista David Ellefson (Megadeth) a Brian Tichy (The Dead Daisies) a získala pozitivní recenze. O rok později skupina vydala druhé album z trilogie s názvem Resurrection, s hostujícími zpěváky Blazem Bayleym a Timem „Ripperem“ Owensem a s ještě lepšími ohlasy. V prosinci roku 2017 skupina vydala třetí a poslední album z trilogie s názvem The New Reality, s bubeníky Simonem Wrightem, Mikem Fergusonem a znovu Brianem Tichym. Tate oznámil: „Tato skupina hudebníků byla sestavena speciálně pro tento projekt… toto je poslední album trilogie a poslední album Operation: Mindcrime.“

## Členové

### Dřívější
- Geoff Tate – zpěv (2012–2018)
- Kelly Gray – rytmická kytara, doprovodný zpěv (2012–2018)
- Randy Gane – klávesy (2012–2018)
- Rudy Sarzo – baskytara, doprovodný zpěv (2012–2014)
- Bobby Blotzer – bicí (2012–2013)
- Glen Drover – sólová kytara (2012)
- Robert Sarzo – sólová kytara, doprovodný zpěv (2013–2014)
- Simon Wright – bicí (2012–2015)
- John Moyer – baskytara, doprovodný zpěv (2015–2017, host: 2013)
- Scott Mercado – bicí (2015–2018)
- Tim Fernley – baskytara (2017–2018)
- Josh Watts – bicí (2018)
- Scott Moughton – sólová kytara, doprovodný zpěv (2015–2018)
- Brian Tichy – bicí (host: 2013, 2014)
- Felix Bohnke – bicí (host: 2018)
- Emily Tate – zpěv (host: 2018)

## Diskografie

### Geoff Tate's Queensrÿche
- Frequency Unknown (2013)

### Operation: Mindcrime
- The Key (2015)
- Resurrection (2016)
- The New Reality (2017)